# Ranellidae
Ranellidae (лат.) — семейство брюхоногих моллюсков.

## Описание
Моллюски данного семейства зачастую обладают крупной или очень крупной, ярко окрашенной раковиной башенковидной формы. Раковина обычно толстостенная, её поверхность гладкая либо бугристая. У некоторых видов её поверхность покрыта коричневым периостакумом с игловидными выростами либо щетинками. Оперкулюм роговой. Активные хищники, питающиеся иглокожими (морские звезды, голотурии) и другими брюхоногими моллюсками. Распространены в тропических и субтропических морях.

## Систематика
На август 2023 года в семейство включают 3 рода:
- Obscuranella Kantor & Harasewych, 2000
- Priene H. Adams & A. Adams, 1858
- Ranella Lamarck, 1816